# Pavements
Pavements és una pel·lícula biogràfica musical estatunidenca del 2024, escrita, coproduïda i dirigida per Alex Ross Perry. És una docuficció sobre la banda indie americana Pavement, que incorpora escenes amb guió i material documental de la banda, un musical amb cançons de la seva discografia i un museu dedicat a la seva història. S'ha subtitulat al català.
Es va estrenar al 81è Festival Internacional de Cinema de Venècia el 4 de setembre de 2024, i es va distribuir en una selecció limitada de cinemes dels Estats Units el 2 de maig de 2025, abans d'una estrena general el 6 de juny.